# Xolmis irupero
A Xolmis irupero a madarak (Aves) osztályának verébalakúak (Passeriformes) rendjébe és a királygébicsfélék (Tyrannidae) családjába tartozó faj.

## Rendszerezés
A fajt Louis Pierre Vieillot francia ornitológus írta le 1823-ban, a Tyrannus nembe Tyrannus irupero néven.

## Alfajai
- Xolmis irupero irupero (Vieillot, 1823)
- Xolmis irupero niveus (Spix, 1825)[2]

## Előfordulása
Dél-Amerikában, Argentína, Bolívia, Brazília, Paraguay és Uruguay területén honos. Természetes élőhelyei a szubtrópusi és trópusi szavannák és cserjések, mocsarak és tavak környékén, valamint legelők és városi régiók. Vonuló faj.

## Megjelenése
Testhossza 18 centiméter.
|  |

## Természetvédelmi helyzete
Az elterjedési területe rendkívül nagy, egyedszáma pedig stabil. A Természetvédelmi Világszövetség Vörös listáján nem fenyegetett fajként szerepel.